# Vrtojba
Vrtojba este o localitate din comuna Šempeter - Vrtojba, Slovenia, cu o populație de 2.404 locuitori.